# 倒吊人

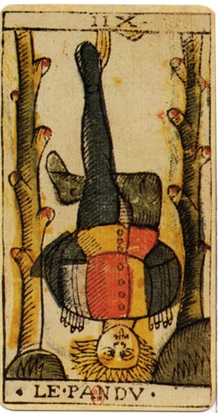
倒吊人

現代塔羅牌所描繪的倒吊人通常是一個人被一隻腳綁倒綁在樹或木製十字架或絞刑架上，也有一種說法是它應該被反著看。代表的意義是犧牲、新的觀點、懸掛、因循守舊。